# 485
| 485                |
| ------------------ |
| Dødsfald - Fødsler |
|                    |

| Gregoriansk kalender | 485 CDLXXXV             |
| Ab urbe condita      | 1238                    |
| Armensk kalender     | I/T                     |
| Kinesiske kalender   | 3181 – 3182 甲子 – 乙丑 |
| Etiopisk kalender    | 477 – 478               |
| Jødisk kalender      | 4245 – 4246             |
| Hindukalendere       |                         |
| - Vikram Samvat      | 540 – 541               |
| - Shaka Samvat       | 407 – 408               |
| - Kali Yuga          | 3586 – 3587             |
| Iransk kalender      | 137 BP – 136 BP         |
| Islamisk kalender    | 141 BH – 140 BH         |

Se også 485 (tal)

## Begivenheder
- Det siges at det var dette år Kong Arthur Pendragon blev født.

| År | Spire Denne artikel om et år, årti, århundrede eller årtusinde er en spire som bør udbygges. Du er velkommen til at hjælpe Wikipedia ved at udvide den. |